# صيد بالمباغتة

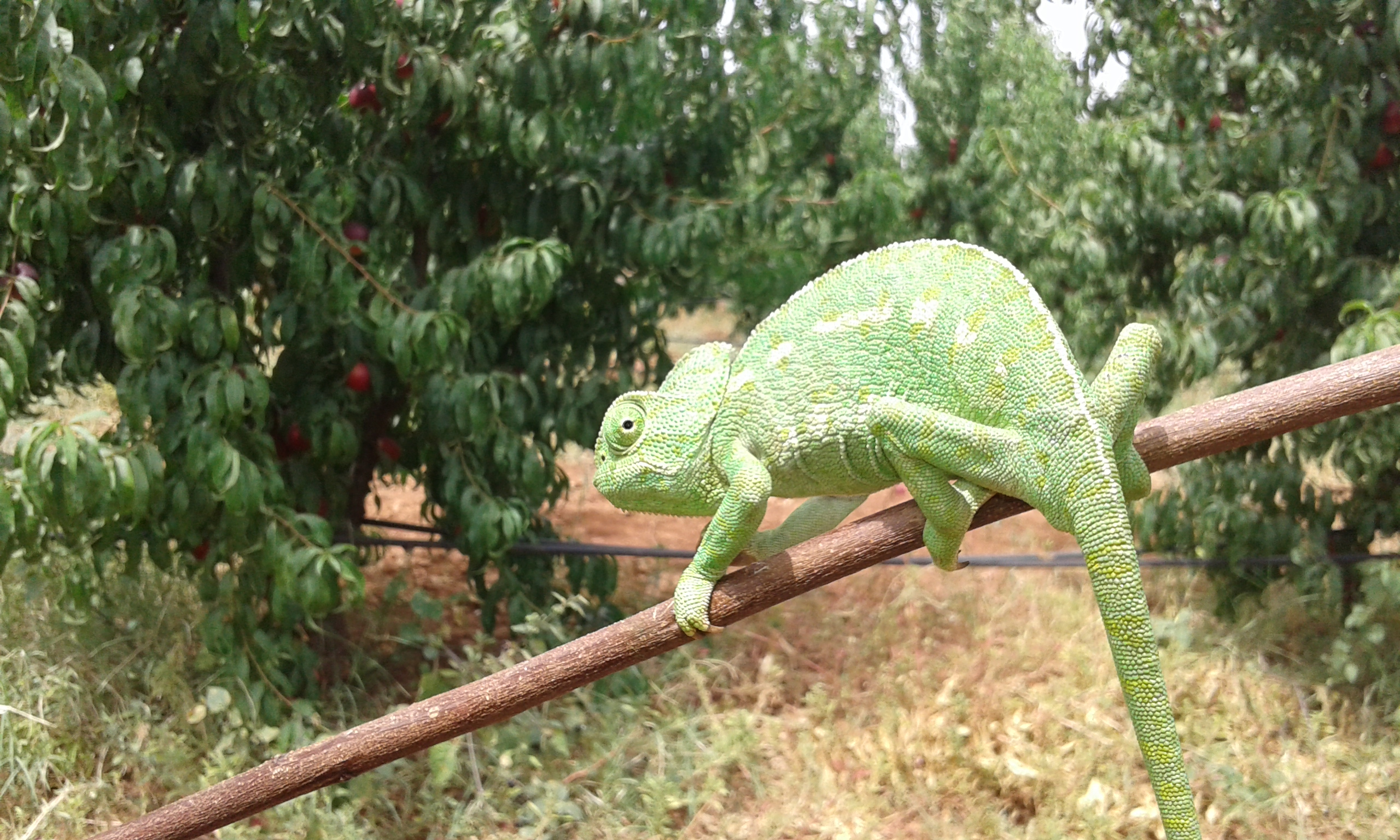
الحرباء من الحيوانات المباغتة

الحيوانات التي تصطاد بالمباغتة وكيفية استهلاك غذائها 
تتمكن الحرباء والسرعوف والضفدعة من الحصول على غذائها بواسطة الصيد بالمباغة أي أنها لا تنتقل للبحث عن فريستها بل تبقى ثابتة في مكانها تساعدها في ذلك قدرتها على التخفي والتنكر (تغيير اللون)للهجوم على فريستها بطورة فجئية.
يتمكن الحبار بفضل ذراعيه الطويلتين والقادرتين على التمطط والمنتهيتين بمحاجم من مباغتة فريسته عن بعد والقبض عليها.
تقبض السرعوفة على فريستها بساقيها الأماميتين الطويلتين والمجهزتين بأشواك وتثبتها على الفريسة.
ولكي تحصل الحرباء على طعامها، تغير لون جلدها المطاطي، و لكي تخدع فرائسها.

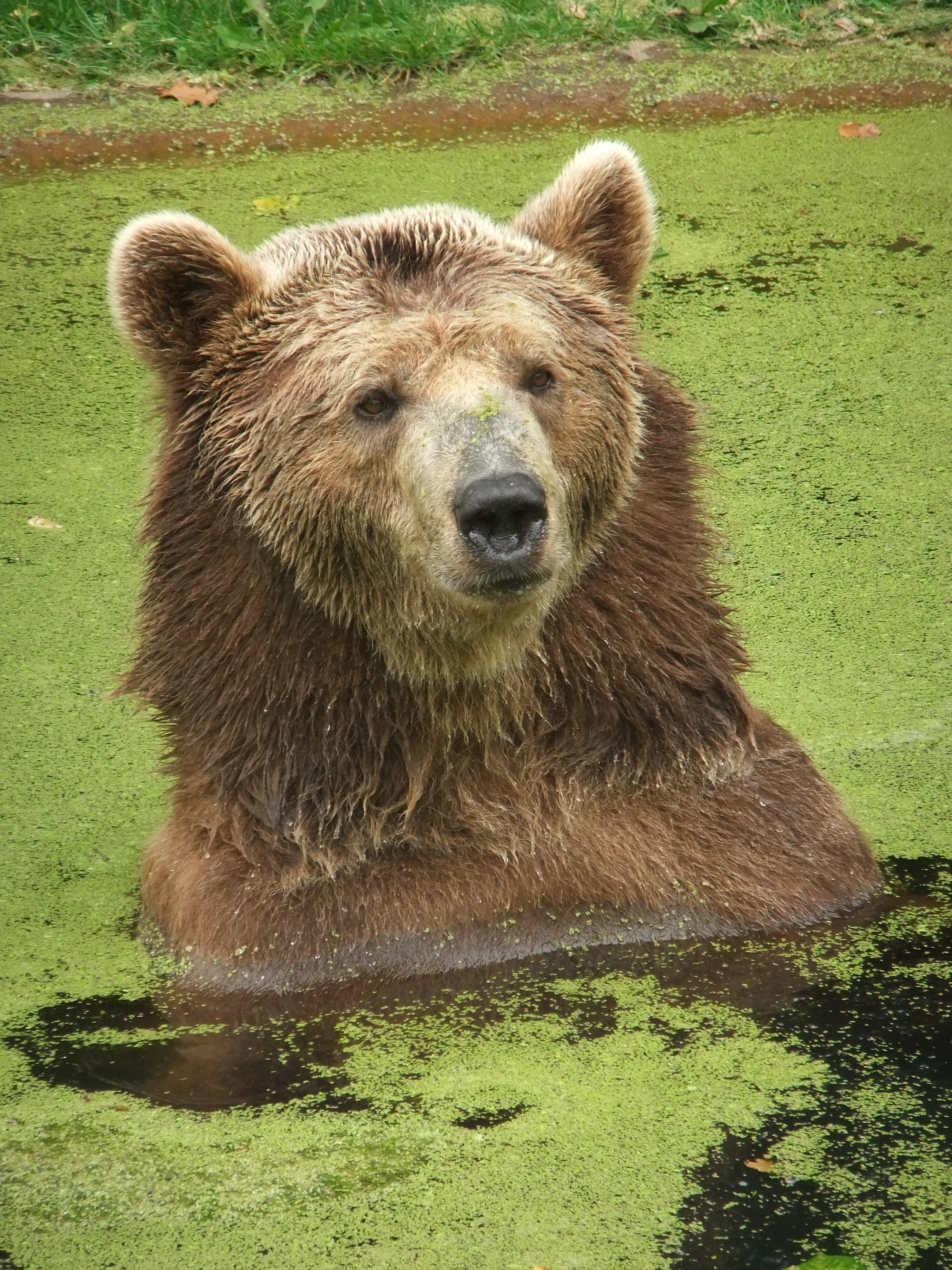
الدب من الحيوانات المباغتة

كلّ الحيوانات بحاجة إلى الغذاء كي تنمو وتعيش، فالحيوانات العاشبة مطالبة كل يوم بالبحث عن طعامها وقد تقطع بعضها المسافات الطويلة حتى تتمكن من إيجاد مكان مناسب يتوفر فيه الأعشاب وأوراق الشجر وغيرها. أما الحيوانات اللاحمة فهي مطالبة بالبحث عن حيوان آخر يكون فريستها وغذائها، ولكي تتمكن من اصطياده نراها تستعمل طرقا مختلفة، فمنها من تصطاد بالمطاردة، ومنها من تعتمد المباغتة، ومنها من تكون طريقتها الحيلة والفخ.
الاصطياد بالمباغتة
كثير من الحيوانات تعتمد المباغتة كطريقة لاصطياد فريستها، كالحرباء والحبار والسرعوفة مثلا. وهذه الحيوانات لا تقتفي أثر فريستها بل تبقى في مكانها متنكرة منتظرة قدومها، وعندما تتأكد من غفلتها تهجم عليها فتفتك بها.
الحرباء

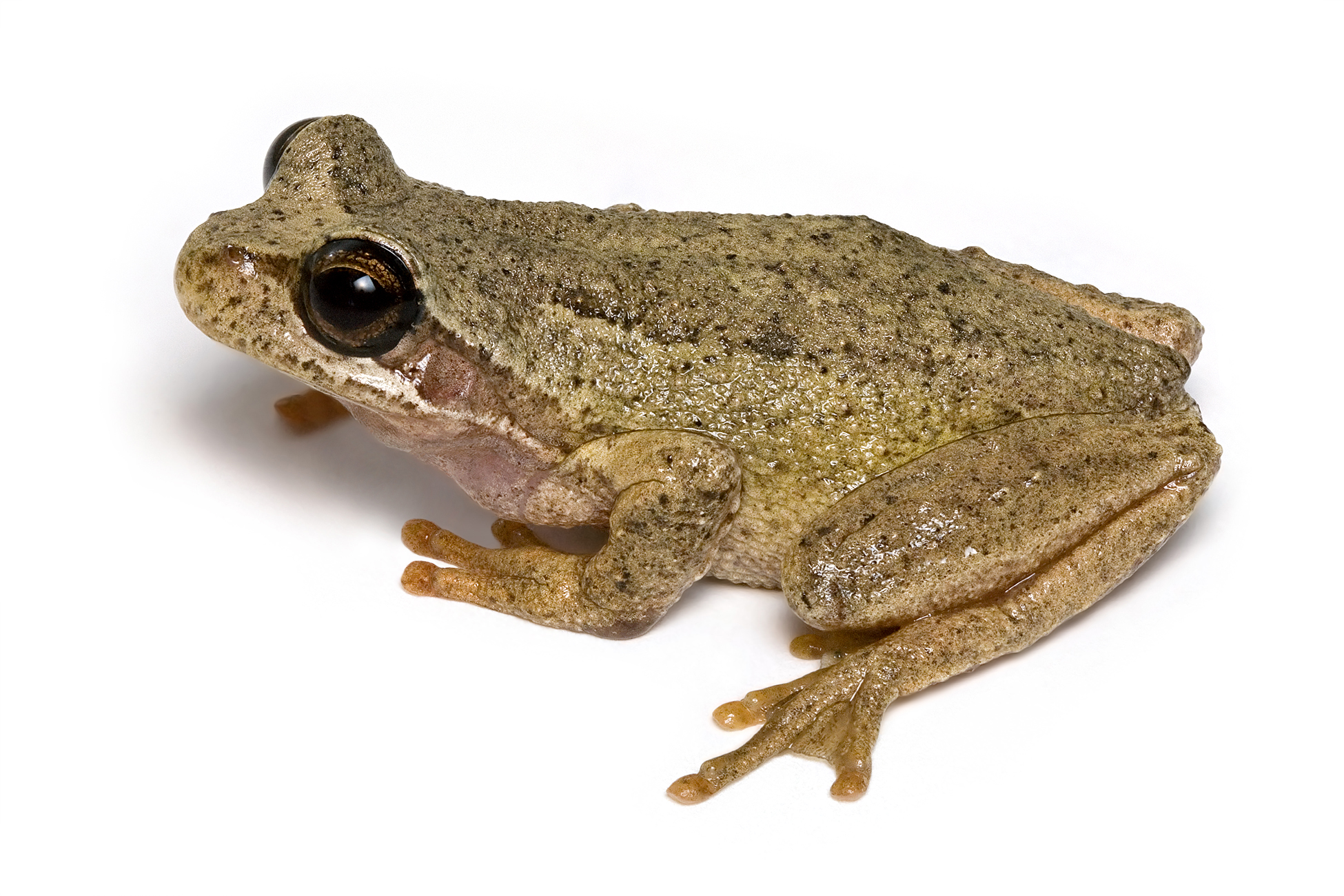
ضفدع

تصطاد الحرباء غذائها من الحشرات عن طريق إخراج لسانها بسرعة باتجاه الحشرة التي تريد اصطيادها ثم تسحب بلسانها الحشرة التي التصقت به وتقرضها ثم تبتلعها.
السرعوفة
السرعوفة تمتلك أشواكا بأطرافها تستعملها لغرض تثبيت الفريسة جيدا، وهذا عند غلق الإصبع أو السكين العلوي على الفريسة أي أن الفريسة تكون بين الأشواك والإصبع المتحرك، ومن ثم تنزل رأسها وتعضها بفكيها فتشلها ثم تبتلعها قطعا صغيرة.
الثعبان
يقوم الثعبان عادة بالإكمان لفريسته بين الأغصان والأوراق أو في الأماكن التي يتوقع فيها مرور فريسته وعند اقترابها منه ينقض عليها بلمح البصر ويغرس أنيابه السامة في جسدها فتبدأ الضحية في الترنح والخمود، أما الثعابين غير السامة فتستعيض هذه الثعابين عن السم بالالتفاف على فريستها واحكام الخناق عليها بعضلاتها القوية فتختنق الفريسة وتموت.

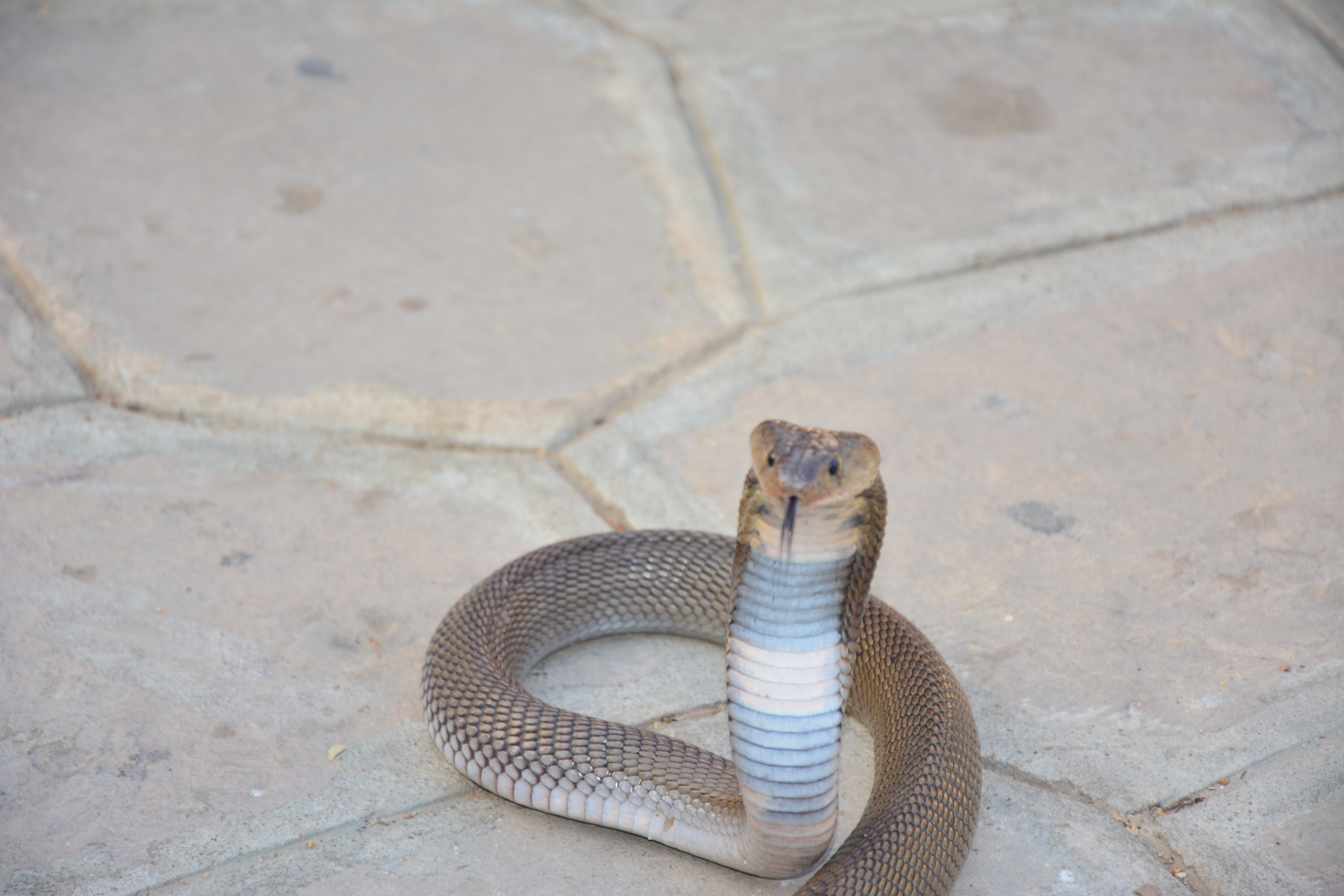
ثعبان

بعد موت الفريسة يقوم الثعبان بابتلاعها بالكامل وما يسهل له ذلك مرونة فمه وعدم وجود لثة أو أسنان مضغ لديه. وبعد تجاوز الفريسة الفم يقوم بتحطيمها بعضلات بطنية قوية تعمل كبديل للأسنان.